# Morava Valles
Le Morava Valles sono una struttura geologica della superficie di Marte.